# Жиронес
Жиронес (кат. Gironès)  — район (комарка) в Испании, входит в провинцию Жирона в составе автономного сообщества Каталония.

## Муниципалитеты
1. Айгуавива
2. Бескано
3. Бордильс
4. Кампльонг
5. Канет-д’Адри
6. Касса-де-ла-Сельва
7. Сельра
8. Сервья-де-Тер
9. Фласса
10. Форнельс-де-ла-Сельва
11. Жирона
12. Жуйя
13. Льягостера
14. Льямбильес
15. Мадреманья
16. Кварт (Жирона)
17. Сальт
18. Сан-Андреу-Салоу
19. Сан-Грегори
20. Сан-Жоан-де-Мольет
21. Сан-Жорди-Десвальс
22. Сан-Жульян-де-Рамис
23. Сан-Марти-де-Льемена
24. Сан-Марти-Вель
25. Саррья-де-Тер
26. Вилаблареш
27. Виладасенс